# Diacamma assamense
Diacamma assamense é uma espécie de formiga do gênero Diacamma, pertencente à subfamília Ponerinae.